# Вела (Тренто)
Вела је насеље у Италији у округу Тренто, региону Трентино-Јужни Тирол.
Према процени из 2011. у насељу је живело 963 становника. Насеље се налази на надморској висини од 194 м.